# نيل دودسون
نيل دودسون (بالإنجليزية: Neal Dodson)‏ هو منتج أفلام أمريكي، ولد في 17 مايو 1978 في يورك في الولايات المتحدة.

## روابط خارجية
- نيل دودسون على موقع IMDb (الإنجليزية)
- نيل دودسون على موقع قاعدة بيانات الفيلم (الإنجليزية)